# Nuapin
Nuapin is een bestuurslaag in het regentschap Timor Tengah Selatan van de provincie Oost-Nusa Tenggara, Indonesië. Nuapin telt 1908 inwoners (volkstelling 2010).